# Цігечик
Цігечик (англ. Tsiigehtchic) — поселення в Канаді, у  Північно-західних територіях.

## Населення
За даними перепису 2016 року, поселення нараховувало 172 особи, показавши зростання на 20,3%, порівняно з 2011-м роком. Середня густина населення становила 3,5 осіб/км².
З офіційних мов обидвома одночасно володіли 5 жителів, тільки англійською — 165. Усього 5 осіб вважали рідною мовою не одну з офіційних, з них усі — одну з корінних мов.
Працездатне населення становило 69,6% усього населення, рівень безробіття — 25%.

## Клімат
Середня річна температура становить -7,7°C, середня максимальна – 19,6°C, а середня мінімальна – -34,6°C. Середня річна кількість опадів – 278 мм.
| Клімат поселення                              | Клімат поселення | Клімат поселення | Клімат поселення | Клімат поселення | Клімат поселення | Клімат поселення | Клімат поселення | Клімат поселення | Клімат поселення | Клімат поселення | Клімат поселення | Клімат поселення | Клімат поселення |
| Показник                                      | Січ.             | Лют.             | Бер.             | Квіт.            | Трав.            | Черв.            | Лип.             | Серп.            | Вер.             | Жовт.            | Лист.            | Груд.            |                  |
| Середній максимум, °C                         | −22,32           | −20,52           | −15,94           | −4,22            | 8,35             | 19,59            | 19,54            | 16,14            | 8,56             | −3,23            | −16,7            | −22,28           |                  |
| Середня температура, °C                       | −28,44           | −26,65           | −22,07           | −10,37           | 2,21             | 13,46            | 15,86            | 12,45            | 4,86             | −6,92            | −20,41           | −25,96           |                  |
| Середній мінімум, °C                          | −34,59           | −32,8            | −28,22           | −16,49           | −3,92            | 7,34             | 12,16            | 8,76             | 1,16             | −10,62           | −24,1            | −29,65           |                  |
| Норма опадів, мм                              | 16               | 14               | 14               | 12               | 17               | 25               | 35               | 40               | 28               | 34               | 23               | 20               |                  |
| Середньомісячна швидкість вітру, м/с          | 1.90             | 2.00             | 2.58             | 2.90             | 3.20             | 3.30             | 3.00             | 2.90             | 2.85             | 2.50             | 2.10             | 1.90             |                  |
| Середньомісячна сонячна радіація, кДж/м²·день | 299              | 1990             | 7277             | 15039            | 19346            | 21727            | 18452            | 12512            | 6650             | 2451             | 565              | 56               |                  |
| --------------------------------------------- | ---------------- | ---------------- | ---------------- | ---------------- | ---------------- | ---------------- | ---------------- | ---------------- | ---------------- | ---------------- | ---------------- | ---------------- | ---------------- |
| Джерело:                                      |                  |                  |                  |                  |                  |                  |                  |                  |                  |                  |                  |                  |                  |